# Greensboro Swarm 2018-2019
La stagione 2018-19 dei Greensboro Swarm fu la 3ª nella NBA D-League per la franchigia.
I Greensboro Swarm arrivarono terzi nella Southeast Division con un record di 24-26, non qualificandosi per i play-off.

## Roster
|    | Naz.                   | Ruolo | Sportivo        | Anno | Alt. | Peso |  |
| -- | ---------------------- | ----- | --------------- | ---- | ---- | ---- |  |
| 2  | Stati Uniti (bandiera) | A     | Roscoe Smith    | 1991 | 206  | 92   |  |
| 3  | Stati Uniti (bandiera) | G     | Cat Barber      | 1994 | 191  | 78   |  |
| 3  | Stati Uniti (bandiera) | G     | John Gillon     |      | 183  | 81   |  |
| 4  | Stati Uniti (bandiera) | G     | Devonte' Graham | 1995 | 188  | 84   |  |
| 6  | Stati Uniti (bandiera) | G     | Tyler Nelson    | 1995 | 191  | 82   |  |
| 7  | Stati Uniti (bandiera) | G     | Dwayne Bacon    | 1995 | 201  | 100  |  |
| 11 | Stati Uniti (bandiera) | A     | Zach Smith      | 1996 | 203  | 100  |  |
| 12 | Stati Uniti (bandiera) | A     | Sam Thompson    | 1992 | 201  | 91   |  |
| 13 | Stati Uniti (bandiera) | G     | Joe Chealey     | 1995 | 191  | 86   |  |
| 18 | Stati Uniti (bandiera) | A     | Luke Petrasek   | 1995 | 208  | 98   |  |
| 21 | Stati Uniti (bandiera) | A     | Malik Pope      | 1996 | 100  | 100  |  |
| 22 | Stati Uniti (bandiera) | G     | John Dawson     | 1995 | 188  | 93   |  |
| 25 | Stati Uniti (bandiera) | G     | Jaylen Barford  | 1996 | 191  | 92   |  |
| 32 | Stati Uniti (bandiera) | C     | Chinanu Onuaku  | 1996 | 206  | 113  |  |
| 55 | Stati Uniti (bandiera) | G     | J.P. Macura     | 1995 | 196  | 92   |  |
| 97 | Stati Uniti (bandiera) | A     | Isaiah Wilkins  | 1995 | 203  | 93   |  |

## Staff tecnico
- Allenatore: Joe Wolf
- Vice-allenatori: Dan Tacheny, Evan Harville, Dave Kenah, Chasity Melvin
- Preparatore atletico: Tyler Lesher